# Federația Rhodesia și Nyasaland
Federația Rhodesia și Nyasaland (numită neoficial și Federația Centralafricană) a fost un stat semi-independent situat în sudul Africii, care a existat între 1 august 1953 și 31 decembrie 1963. Statul federativ a luat naștere din fosta colonie britanică Rhodesia de Sud și din protectoratele Rhodesia de Nord și Nyasaland. Țara avea o suprafață de 1.262.986 km2, țelul britanicilor fiind un compromis, acela de a constitui un stat al negrilor, însă la conducere rămânând albii. În cele din urmă federația a eșuat, din cauza conflictelor naționale dintre populația neagră și cea albă. Astfel la data de 31 decembrie 1963 federația s-a dezmembrat, luând naștere alte două state: Zambia și Nyasaland (actualmente Malawi), cele două tinere state revendicând independența față de Regatul Unit, iar teritoriul rămas din fosta federație a fost redenumit Rhodesia de Sud (Zimbabwe, din 1980).

## Populație
| An   | Rhodesia de Sud | Rhodesia de Sud    | Rhodesia de Nord | Rhodesia de Nord   | Nyasaland     | Nyasaland          | Total           | Total              |
| ---- | --------------- | ------------------ | ---------------- | ------------------ | ------------- | ------------------ | --------------- | ------------------ |
| An   | Albi            | Negri              | Albi             | Negri              | Albi          | Negri              | Albi            | Negri              |
| 1927 | 38.200 (3,98%)  | 922.000 (96,02%)   | 4.000 (0,4%)     | 1.000.000 (99,6%)  | 1.700 (0,13%) | 1.350.000 (99,87%) | 43.900 (1,32%)  | 3.272.000 (98,68%) |
| 1946 | 80.500 (4,79%)  | 1.600.000 (95,21%) | 21.919 (1,32%)   | 1.634.980 (97,68%) | 2.300 (0,10%) | 2.340.000 (99,90%) | 104.719 (1,84%) | 5.574.980 (98,16%) |
| 1955 | 125.000 (4,95%) | 2.400.000 (95,05%) | 65.000 (3,02%)   | 2.085.000 (96,98%) | 6.300 (0,25%) | 2.550.000 (99,75%) | 196.300 (2,71%) | 7.035.000 (97,28%) |
| 1960 | 223.000 (7,30%) | 2.830.000 (92,70%) | 76.000 (3,14%)   | 2.340.000 (96,85%) | 9.300 (0,33%) | 2.810.000 (99,66%) | 308.300 (3,72%) | 7.980.000 (96,28%) |